# Kamerlinde
De kamerlinde (Sparrmannia africana) is een plant uit de kaasjeskruidfamilie. De plant komt van nature voor in Afrika. 
Ze kan als kamerplant worden gehouden, in een ruime, goed verlichte kamer maar niet in volle zon. Ze heeft voldoende voedingsstof en vochtigheid nodig.